# 121352 Taylorhale
121352 Taylorhale è un asteroide della fascia principale. Scoperto nel 1999, presenta un'orbita caratterizzata da un semiasse maggiore pari a 2,7776574 UA e da un'eccentricità di 0,0711576, inclinata di 3,29768° rispetto all'eclittica.
L'asteroide è dedicato a Taylor Hale, responsabile per uno degli strumenti della missione OSIRIS-REx.